# Killers (album, Iron Maiden)
Killers je druhé studiové album britské heavymetalové kapely Iron Maiden přes vydavatelství EMI/Capitol Records. Je to první album kapely s kytaristou Adrianem Smithem a zároveň poslední studiové album se zpěvákem Paulem Di'Annem, který kvůli problémům s alkoholem a drogami kapelu opustil.
Di'Anno po letech přiznal, že se mu postupně ve skupině nelíbilo po vydání debutového alba, především se mu nelíbil styl žánru, kterým poté skupina směřovala. Také byl naštvaný, že album Killers ztrácelo nádech punku a začalo být příliš melodické.
Je to první album skupiny, které se umístilo v žebříčku Billboard 200 a to na 78. místě a v britském žebříčku se umístil na 12. místě.
Stal se platinovým albem pouze v Kanadě, kde se prodalo 100 tisíc kopií alba. A zlatým albem se stal ve Velké Británii (100 tisíc kopií), USA (500 tisíc kopií), Německu (250 tisíc kopií), Japonsku (100 tisíc kopií), Švédsku (50 tisíc kopií) a Francii, kde bylo 3x zlatým albem (300 tisíc kopií).
Samostatně vyšly singly „Wrathchild“ a „Twilight Zone“ (tato skladba se objevuje pouze na americkém vydání alba). Většinu skladeb napsal Steve Harris ještě před vydáním jejich debutového alba.

## Seznam skladeb
Pokud není uvedeno jinak, autorem všech skladeb je Steve Harris.
| Původní britské vydání | Původní britské vydání        | Původní britské vydání | Původní britské vydání |
| Pořadí                 | Název                         | Autor                  | Délka                  |
| ---------------------- | ----------------------------- | ---------------------- | ---------------------- |
| 1.                     | The Ides of March             |                        | 1:46                   |
| 2.                     | Wrathchild                    |                        | 2:54                   |
| 3.                     | Murders in the Rue Morgue     |                        | 4:18                   |
| 4.                     | Another Life                  |                        | 3:22                   |
| 5.                     | Genghis Khan (instrumentální) |                        | 3:06                   |
| 6.                     | Innocent Exile                |                        | 3:53                   |
| 7.                     | Killers                       | Paul Di'Anno, Harris   | 5:01                   |
| 8.                     | Prodigal Son                  |                        | 6:11                   |
| 9.                     | Purgatory                     |                        | 3:20                   |
| 10.                    | Drifter                       |                        | 4:48                   |

| Původní americké vydání | Původní americké vydání       | Původní americké vydání | Původní americké vydání |
| Pořadí                  | Název                         | Autor                   | Délka                   |
| ----------------------- | ----------------------------- | ----------------------- | ----------------------- |
| 1.                      | The Ides of March             |                         | 1:46                    |
| 2.                      | Wrathchild                    |                         | 2:54                    |
| 3.                      | Murders in the Rue Morgue     |                         | 4:18                    |
| 4.                      | Another Life                  |                         | 3:22                    |
| 5.                      | Genghis Khan (instrumentální) |                         | 3:06                    |
| 6.                      | Innocent Exile                |                         | 3:53                    |
| 7.                      | Killers                       | Paul Di'Anno            | 5:01                    |
| 8.                      | Twilight Zone                 | Dave Murray             | 2:34                    |
| 9.                      | Prodigal Son                  |                         | 6:11                    |
| 10.                     | Purgatory                     |                         | 3:20                    |
| 11.                     | Drifter                       |                         | 4:48                    |

| Znovuvydání 1995 | Znovuvydání 1995              | Znovuvydání 1995          | Znovuvydání 1995 |
| Pořadí           | Název                         | Autor                     | Délka            |
| ---------------- | ----------------------------- | ------------------------- | ---------------- |
| 1.               | The Ides of March             |                           | 1:45             |
| 2.               | Wrathchild                    |                           | 2:54             |
| 3.               | Murders in the Rue Morgue     |                           | 4:19             |
| 4.               | Another Life                  |                           | 3:22             |
| 5.               | Genghis Khan (instrumentální) |                           | 3:06             |
| 6.               | Innocent Exile                |                           | 3:53             |
| 7.               | Killers                       | Paul Di'Anno              | 5:01             |
| 8.               | Prodigal Son                  |                           | 6:11             |
| 9.               | Purgatory                     |                           | 3:21             |
| 10.              | Twilight Zone                 | Steve Harris, Dave Murray | 2:34             |
| 11.              | Drifter                       |                           | 4:48             |

| Znovydání z roku 1995 s bonusy | Znovydání z roku 1995 s bonusy                | Znovydání z roku 1995 s bonusy |
| Pořadí                         | Název                                         | Délka                          |
| ------------------------------ | --------------------------------------------- | ------------------------------ |
| 1.                             | Women in Uniform                              | 3:07                           |
| 2.                             | Invasion                                      | 2:38                           |
| 3.                             | Phantom of the Opera (živě)                   | 6:55                           |
| 4.                             | Running Free (živě, z alba Maiden Japan)      | 3:07                           |
| 5.                             | Remember Tomorrow (živě, z alba Maiden Japan) | 5:44                           |
| 6.                             | Wrathchild (živě, z alba Maiden Japan)        | 2:52                           |
| 7.                             | Killers (živě, z alba Maiden Japan)           | 4:50                           |
| 8.                             | Innocent Exile (živě, z alba Maiden Japan)    | 3:46                           |

## Sestava
- Paul Di'Anno – zpěv
- Dave Murray – kytara
- Adrian Smith – kytara, doprovodný zpěv
- Steve Harris – baskytara, doprovodný zpěv
- Clive Burr – bicí

### Další osoby
- Martin „Headmaster“ Birch – produkce, režie
- Nigel Hewitt – druhý režisér
- Rod Smallwood – manažer skupiny
- Derek Riggs – ilustrace obalu